# Маки (картина Моне)
«Ма́ки» (фр. Les Coquelicots) — картина французского художника Клода Моне, написанная в 1873 году. Картина была представлена на первой выставке импрессионистов в 1874 году. В настоящее время находится в собрании музея Орсе (Париж).
Моне работал над этой картиной в 1872—1873 годах, когда жил в предместье Парижа Аржантёе вместе со своей семьёй. Две фигуры у нижнего правого угла уравновешиваются двумя аналогичными фигурами в противоположной части картины. Молодая женщина с зонтом и мальчик в шляпе — жена художника Камилла и его старший сын Жан.